# دهستان دزلی
دهستان دزلی نام دهستانی در بخش مرکزی شهرستان سروآباد، استان کردستان در ایران است. براساس سرشماری مرکز آمار ایران در سال ۱۳۸۵، جمعیت آن ۴۹۱۴ نفر (۱۱۰۸ خانوار) بوده‌است.
سیروان رحمانی